# Sainte-Lheurine
 Sainte-Lheurine  es una población y comuna francesa, situada en la región de Poitou-Charentes, departamento de Charente Marítimo, en el distrito de Jonzac y cantón de Archiac.

## Demografía
| 569 | 549 | 510 | 473 | 476 | 455 |
| Para los censos de 1962 a 1999 la población legal corresponde a la población sin duplicidades (Fuente: INSEE [Consultar]) |     |     |     |     |     |